# Brandnetel
Brandnetel (Urtica) is een plantengeslacht, waarvan in Nederland en België de grote brandnetel (Urtica dioica) en de kleine brandnetel (Urtica urens) voorkomen. De soorten komen wereldwijd voor, van de gematigde breedten tot in berggebieden in de tropen.
Het geslacht kent tussen de 30 en 45 soorten, waarvan vier in Midden-Europa voorkomen. Via import wordt nu regelmatig de zuidelijke brandnetel (Urtica membranacea) gevonden. De zuidelijke brandnetel is net als de kleine brandnetel zowel eenhuizig (met mannelijk en vrouwelijke bloemen) als eenjarig en met een penwortel, anders dan de tweehuizige grote brandnetel, die een wortelstok heeft.
De bloemtrossen van de grote brandnetel hangen in okselstandige aren, van de kleine brandnetel staan ze rechtop. Beide brandnetels hebben brandharen aan de stengel en aan de bovenzijde en rand van het blad. Aanraking met brandnetels wordt gemeden door de mens, omdat de brandharen van de plant jeukende en geprikkelde huidirritaties veroorzaken. Deze brandharen (uitsteeksels van de bladeren) bevatten namelijk stoffen als histamine en diverse zuren.
De grote brandnetel wordt ook wel in de keuken gebruikt, bijvoorbeeld voor soep of kruidenthee. Door de bladeren te koken of te drogen verliezen de brandharen hun werking.
Grote en kleine brandnetel zijn belangrijk als waardplant voor de monofage rupsen van sommige dagvlindersoorten, waaronder atalanta, dagpauwoog, gehakkelde aurelia en kleine vos.
De brandnetel kan aangetast worden door brandnetelroest.

Brandnetel
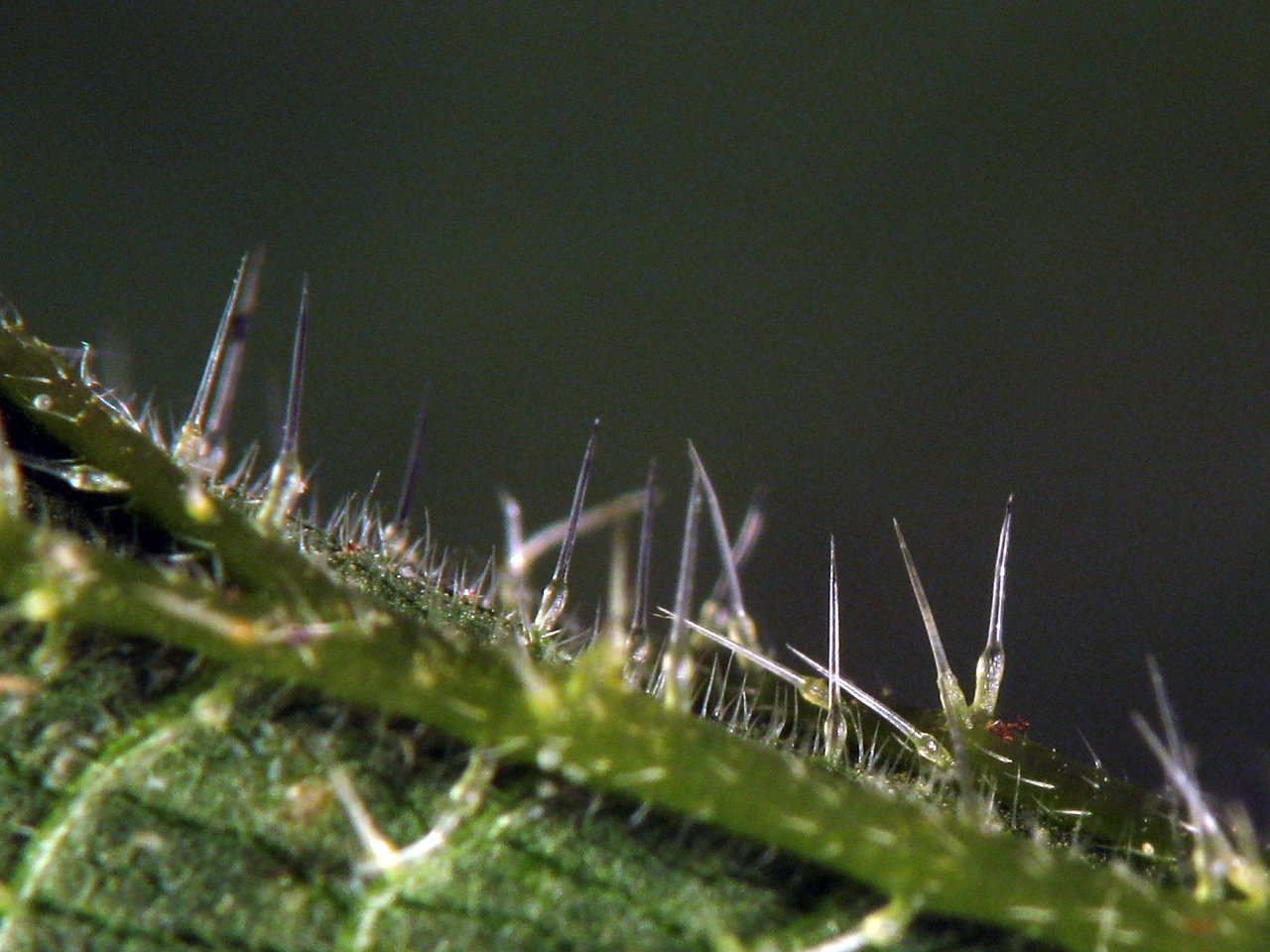
Lange brandharen en gewone haren van de grote brandnetel.
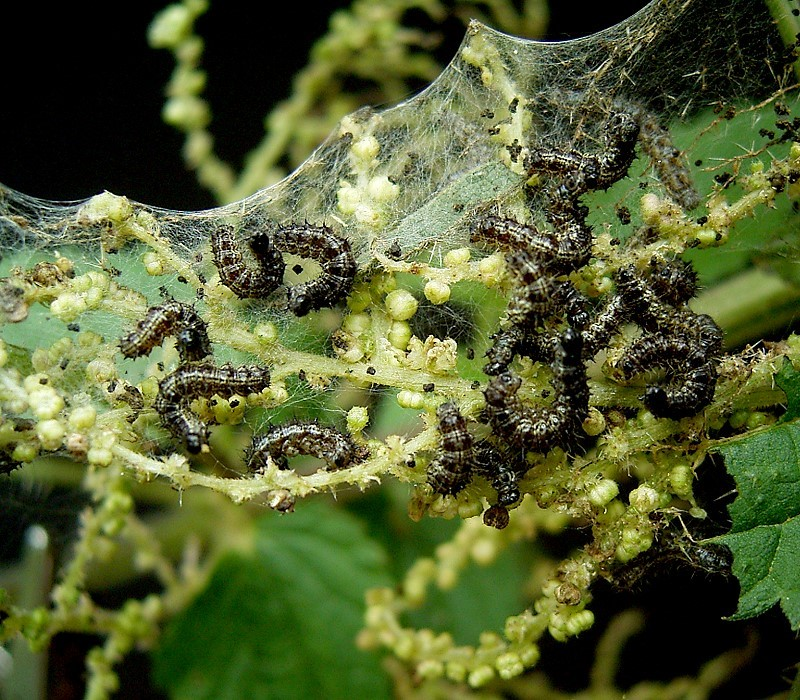
De rupsen van de kleine vos leven op de grote brandnetel.
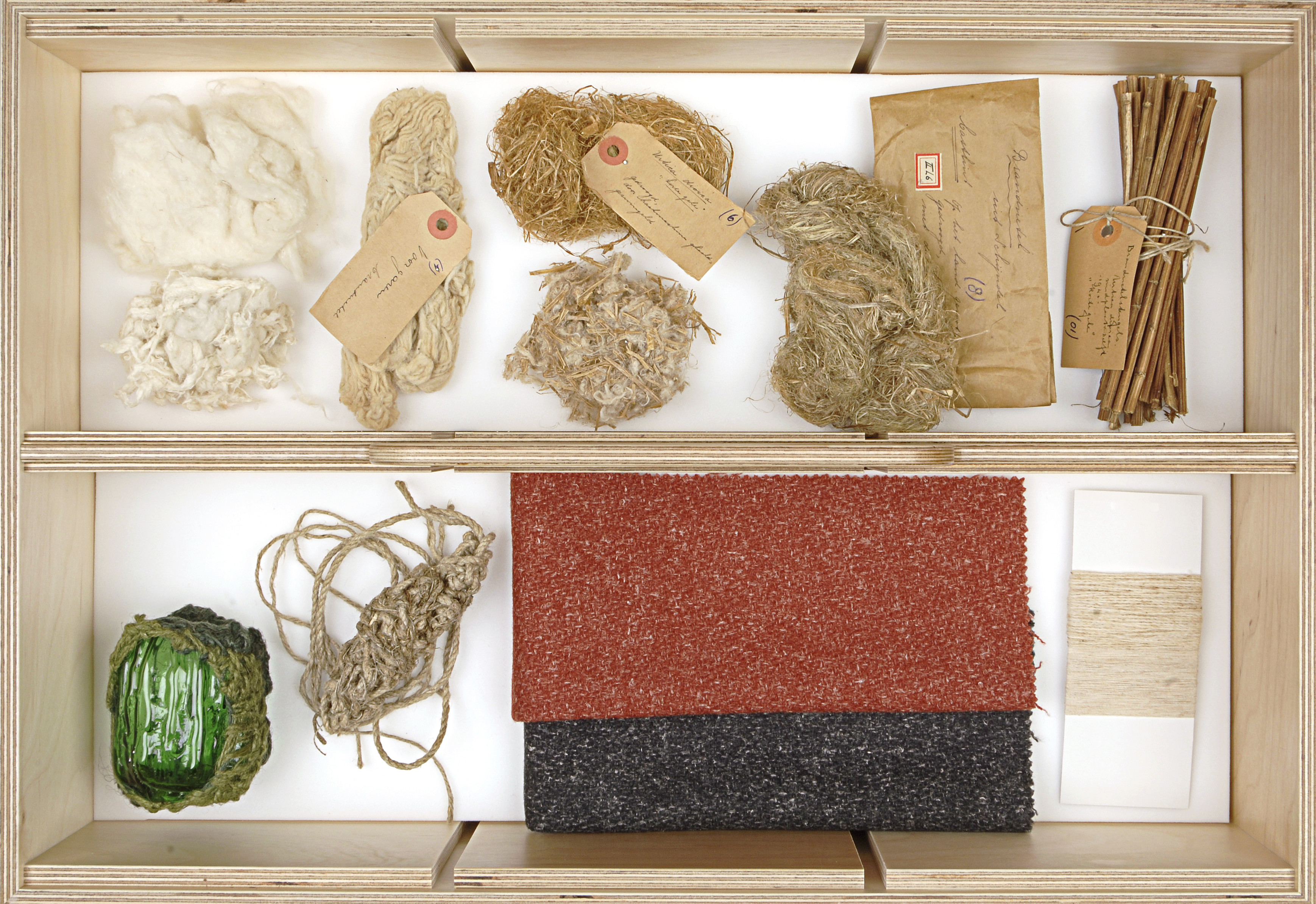
Brandnetelvezel, stengels, textiel, sieraad van glas en brandnetelgaren door Willemijn de Greef. Lade en monsters van het textielkabinet in het Textielmuseum te Tilburg.
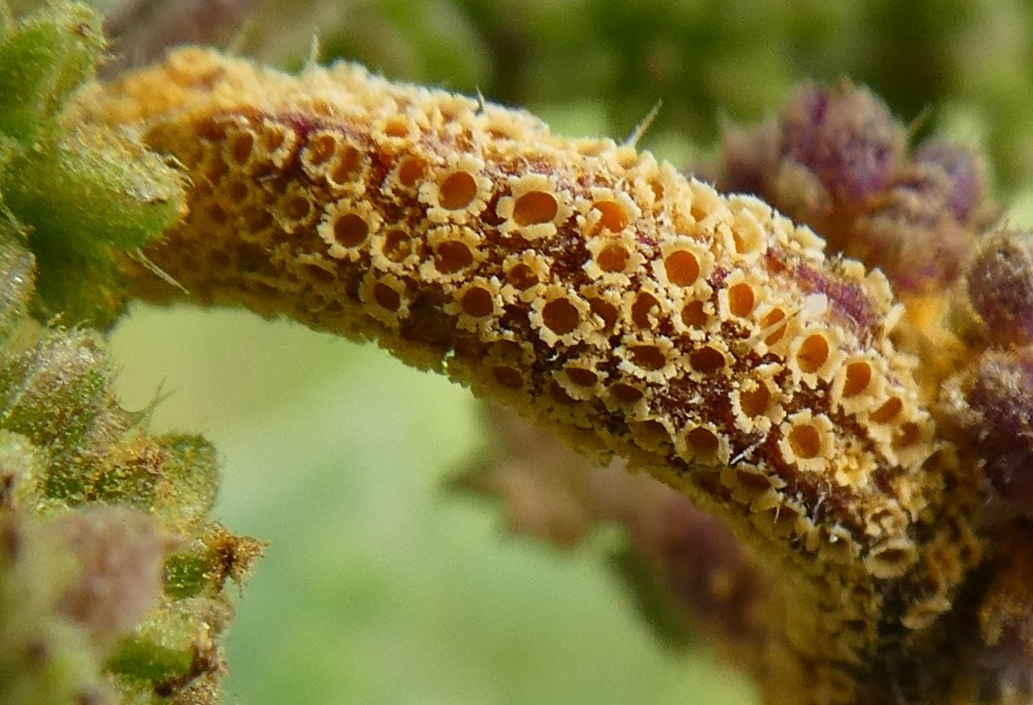
Brandnetelroest met aecia

## Soorten
- Urtica ardens Link
- Urtica aspera Petrie
- Urtica atrichocaulis (Hand.-Mazz.) C.J.Chen
- Urtica atrovirens Req. ex Loisel.
- Urtica australis Hook.f.
- Urtica ballotifolia Wedd.
- Urtica berteroana Phil.
- Urtica bianorii (Knoche) Paiva
- Urtica bracteola Charit.
- Urtica bullata Blume
- Urtica cannabina L.
- Urtica chamaedryoides Pursh
- Urtica chengkouensis W.T.Wang
- Urtica circularis (Hicken) Sorarú
- Urtica cypria (H.Lindb.) Hand
- Urtica dioica L. - Grote brandnetel
- Urtica domingensis Urb.
- Urtica echinata Benth.
- Urtica ferox G.Forst.
- Urtica fissa E.Pritz.
- Urtica flabellata Kunth
- Urtica fragilis J.Thiébaut
- Urtica glomeruliflora Steud.
- Urtica gracilenta Greene
- Urtica gracilis Aiton
- Urtica helanshanica W.Z.Di & W.B.Liao
- Urtica himalayensis Kunth & C.D.Bouché
- Urtica hyperborea Jacquem. ex Wedd.
- Urtica incisa Poir.
- Urtica kioviensis Rogow.
- Urtica lalibertadensis Weigend
- Urtica laurifolia Poir.
- Urtica leptophylla Kunth
- Urtica lilloi (Hauman) Geltman
- Urtica lobata E.Mey. ex Blume
- Urtica macbridei Killip
- Urtica magellanica Juss. ex Poir.
- Urtica mairei H.Lév.
- Urtica malipoensis W.T.Wang
- Urtica masafuerae Phil.
- Urtica massaica Mildbr.
- Urtica membranacea Poir. ex Savigny
- Urtica membranifolia C.J.Chen
- Urtica mexicana Liebm.
- Urtica morifolia Poir.
- Urtica neubaueri Chrtek
- Urtica papuana Zandee
- Urtica parviflora Roxb.
- Urtica perconfusa Grosse-Veldm. & Weigend
- Urtica peruviana Geltman
- Urtica pilulifera L.
- Urtica platyphylla Wedd.
- Urtica portosanctana Press
- Urtica praetermissa V.W.Steinm.
- Urtica pseudomagellanica Geltman
- Urtica rupestris Guss.
- Urtica sansibarica Engl.
- Urtica simensis Hochst. ex A.Rich.
- Urtica spatulata Sm.
- Urtica spirealis Blume
- Urtica stachyoides Webb & Berthel.
- Urtica subincisa Benth.
- Urtica sykesii Grosse-Veldm. & Weigend
- Urtica taiwaniana S.S.Ying
- Urtica thunbergiana Siebold & Zucc.
- Urtica triangularis Hand.-Mazz.
- Urtica trichantha (Wedd.) Acevedo & L.E.Navas
- Urtica urens L. - Kleine brandnetel
- Urtica urentivelutina Weigend

## Hybriden
- Urtica × oblongata W.D.J.Koch ex Maly

## Trivia
- In Marshwood, een civil parish in Engeland, wordt jaarlijks een wedstrijd "brandnetel eten" gehouden.[6] Hierbij worden de bladeren met de vingers tot een prop gevouwen, met de niet stekende onderzijde aan de buitenkant, waarna de prop wordt ingeslikt. Het maagzuur in de maag "neutraliseert" het effect van de brandharen.

... · 
Boehmeria · 
Cecropia · 
Coussapoa · 
Dendrocnide · 
Elatostema · 
Parietaria · 
Pilea · 
Soleirolia · 
Urtica (Brandnetel) · 
...